# Шилак, Владислав Иосифович
Шилак Владислав Иосифович — бригадир комплексной бригады каменщиков строительно-монтажного управления № 1 строительного треста № 16, Герой Социалистического Труда.

## Биография
Шилак Владислав Иосифович родился 24 сентября 1912 года в городе Гатчина. Свою карьерную деятельность Владислав начал Шофёром.
С августа 1944 года — служил в Красной армии. Участник Великой Отечественной войны. Владислав Иосифович был шофёром 7-й батареи 431-го артиллерийского полка 189-й стрелковой дивизии Ленинградского фронта.
В годы после войны Владислав Иосифович сменил карьеру шофёра на каменщика. Вскоре он даже возглавил бригаду. Многими зданиями наполнила город бригада В. И. Шилака. Например, это корпуса «Ленфильма» или гостиница «Ленинград».
Удостоен звания Героя Социалистического Труда неопубликованным Указом Президиума Верховного Совета СССР от 25 марта 1971 года «за выдающиеся производственные успехи в выполнении заданий пятилетнего плана» с вручением ордена Ленина и золотой медали Серп и Молот.
Заслуженный строитель РСФСР (04.11.1963).
Проживал в Ленинграде(ныне Санкт-Петербург). Дата смерти не установлена.

## Награды
Указом Президиума Верховного Совета СССР за колоссальные успехи в выполнении пятилетнего плана, Шилаку Владиславу Иосифовичу было присвоено звание Героя Социалистического Труда.
- Орден Ленина(25.03.1971)
- Орден Трудового Красного Знамени(09.08.1958)
- Медаль «За отвагу»(09.06.1945)